# Malin Öhrn
Malin Öhrn, senare Johansson-Öhrn, född 9 september 1969, är en svensk före detta friidrottare (långdistanslöpare). Hon tävlade för först Malmö AI och sedan (från mars 2001) IFK Växjö. Hon utsågs år 2004 till Stor Grabb/tjej nummer 483.

## Personliga rekord
| Utomhus - 3 000 meter – 9:29,57 (Göteborg 3 augusti 2000) - 5 000 meter – 16:12,00 (Sevilla Spanien 23 juni 2002) - 10 000 meter – 33:37,65 (Esbo Finland 18 maj 2002) - 10 km landsväg – 34:34 (Stockholm 1 september 2002) - Halvmaraton – 1:15:18 (Stockholm 10 september 2000) | Inomhus - 3 000 meter – 9:28,45 (Malmö 16 februari 2002) |